# Романьково (Вологодская область)
Романьково — деревня в Устюженском районе Вологодской области.
Входит в состав Устюженского сельского поселения, с точки зрения административно-территориального деления — в Устюженский сельсовет.
Расстояние по автодороге до районного центра Устюжны — 3 км. Ближайшие населённые пункты — Аристово, Воронино, Михайловское, Чесавино.
Население по данным переписи 2002 года — 50 человек (24 мужчины, 26 женщин). Преобладающая национальность — русские (98 %).